# Сиранда
Сира́нда (порт. ciranda) — вид танца и музыки, зародившийся на острове Илья-ди-Итамарака́ бразильского штата Пернамбуку. Создательницами данного стиля были жёны рыбаков, которые пели и танцевали в ожидании возвращения своих мужей из открытого моря. Стиль характеризуется образованием больших хороводов, обычно на пляжах или площадях, участники которых танцуют под медленную музыку с повторяющимися элементами.
Одна из наиболее известных участниц этого весёлого времяпрепровождения (порт. folguedo) — Лия де Итамарака́ (р. 1944), которую называют «королевой сиранды».

## Этимология
По мнению исследователя бразильской народной музыки падре Жайме Диниса (порт. padre Jaime Diniz), слово «ciranda» происходит от исп. «zaranda» — сито для просеивания муки.

## Музыка
Ритм простой четырёхтактный, темп медленный, с чётко выраженным размером, задаваемым резким ударом в забумбу  (порт. zabumba, вид барабана) или большой барабан в начальном такте и более глухими ударами в остальных тактах, в сопровождении таких инструментов, как таро́л (порт. tarol, вид малого барабана), ганза́  (порт. ganzá, вид погремушки) и мара́кас. Под эту музыку исполнители — сирандейру (порт. cirandeiro) — совершают танцевальные движения. В большинстве случаев все используемые инструменты — ударные.

## Танец
Под удары забумбы  (порт. zabumba, вид барабана) исполнители отстукивают ритм, вынося левую ногу вперёд. При движении хоровода по часовой стрелке танцовщики делают два шага назад и два шага вперёд, постоянно отбивая ритм вынесенной вперёд левой ногой. Шаги могут быть обычными или содержать особые хореографические элементы. При наличии таких элементов они индивидуальны для каждого танцовщика. Танцовщик может увеличить число шагов и использовать танцевальные движения руками и корпусом, не забывая при этом отстукивать ритм вынесенной вперёд левой ногой.
«Сиранда — групповой танец, в котором не существует предрассудков относительно пола, цвета кожи, возраста, общественного положения и финансового состояния, точно так же, как не существует и ограничений по количеству участников. Она начинается с маленького хоровода, который увеличивается по мере того, как начинают танцевать новые участники, разрывающие хоровод и берущиеся за руки с теми, кто уже танцует. Не существует проблемы ни с тем, чтобы присоединиться к хороводу, ни с тем, чтобы выйти из него. Когда хоровод достигает таких размеров, что это начинает затруднять его движение, формируется более маленький хоровод внутри уже существующего большого».

## Тексты песен
Тексты песен в жанре сиранда могут быть как заранее известными, так и создаваемыми в процессе импровизации. Обычно сопровождаются простой мелодией и имеют припев. Для облегчения процесса исполнения им руководит специальный ведущий, местре-сирандейру (порт. mestre cirandeiro; порт. mestre — учитель, маэстро, знаток жанра). Он задаёт ритм (обычно с помощью инструмента ганза́ , вид погремушки), которому следуют музыканты и танцовщики.